# Tambor de fenda

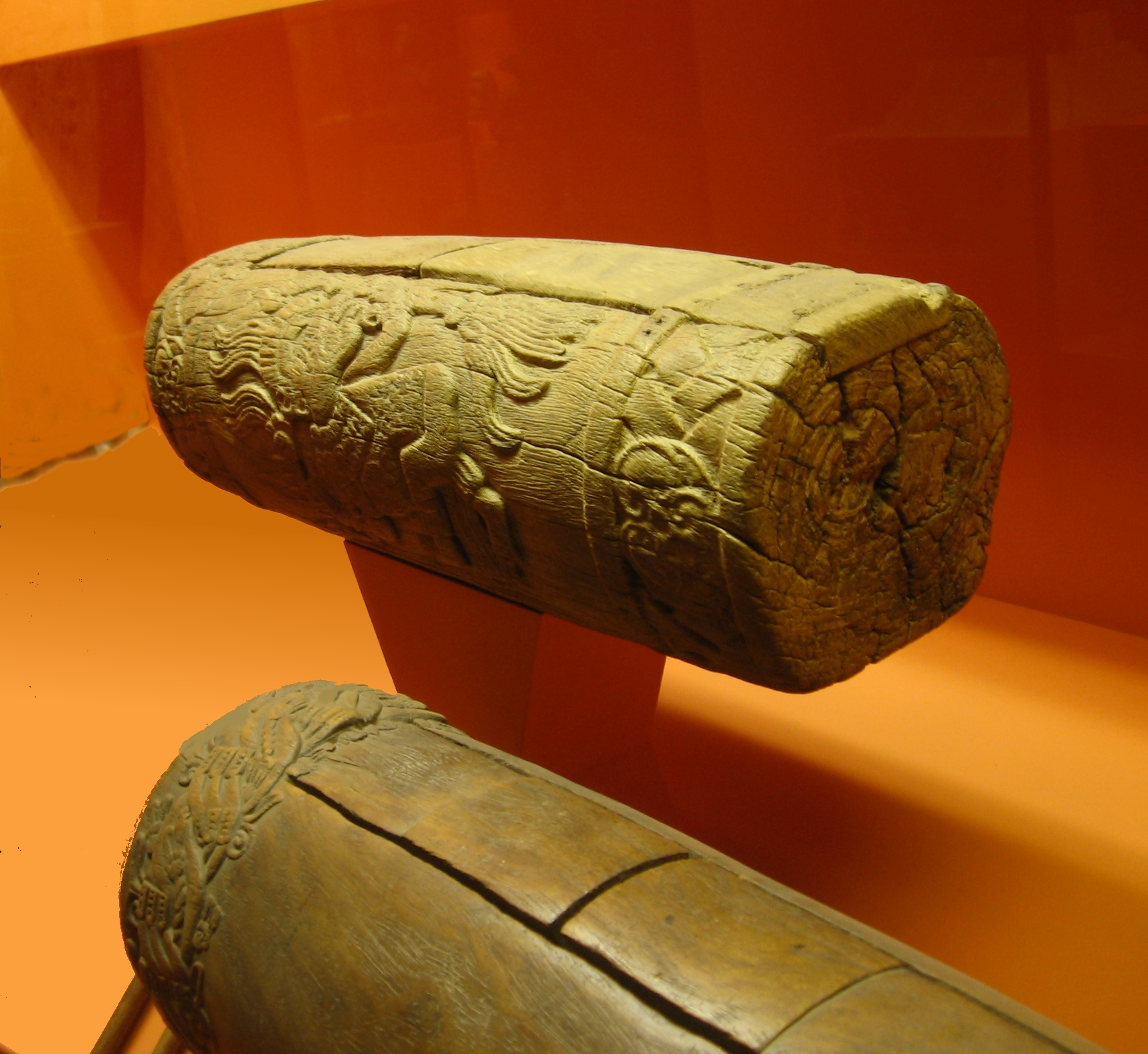
Dois tambores de fenda astecas, chamados teponaztli. As características fendas "H" podem ser vistas no topo do cilindro em primeiro plano.

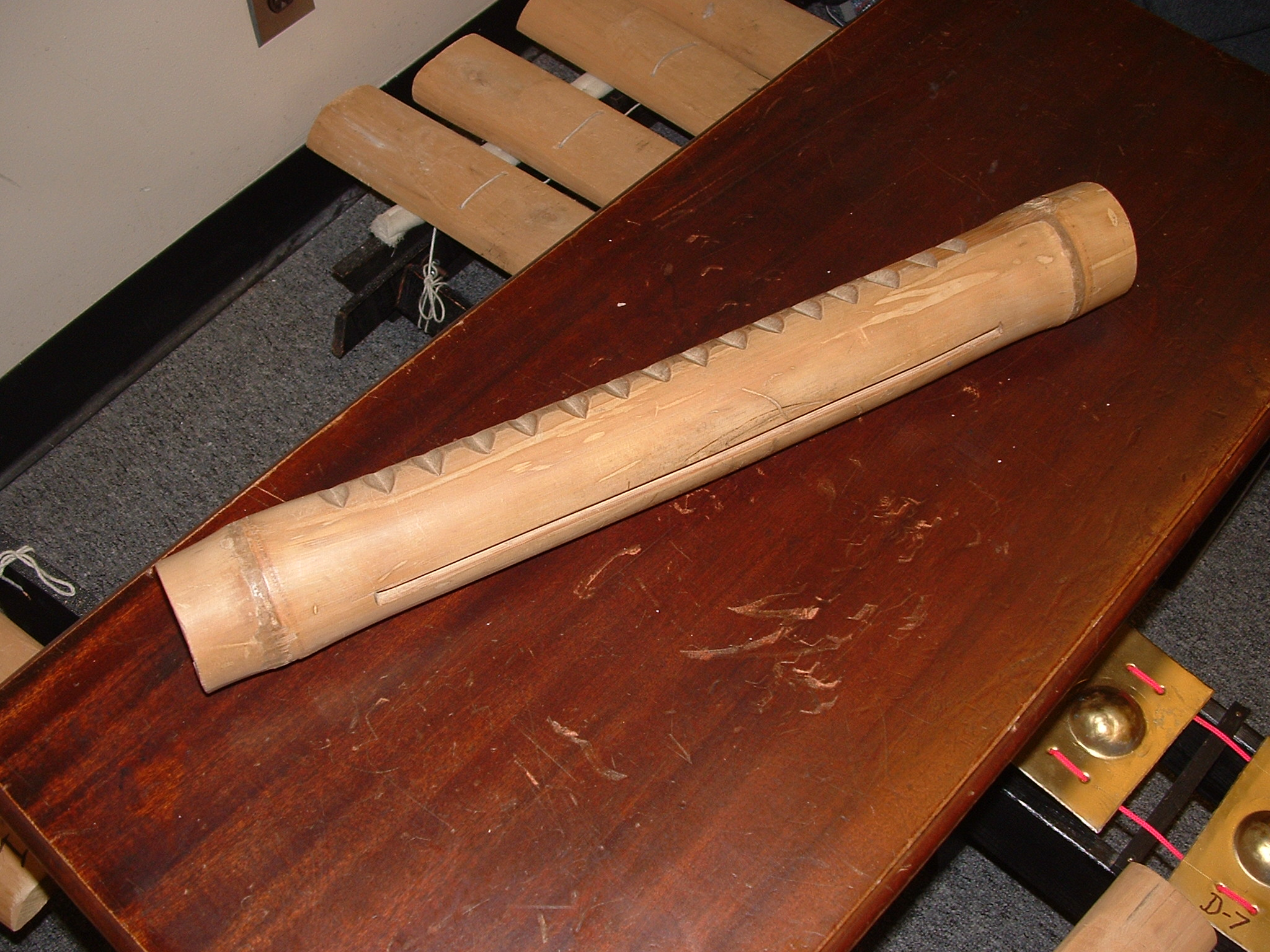
Um exemplo de tambor de fenda das Filipinas conhecido como kagul pelo povo Maguindanao

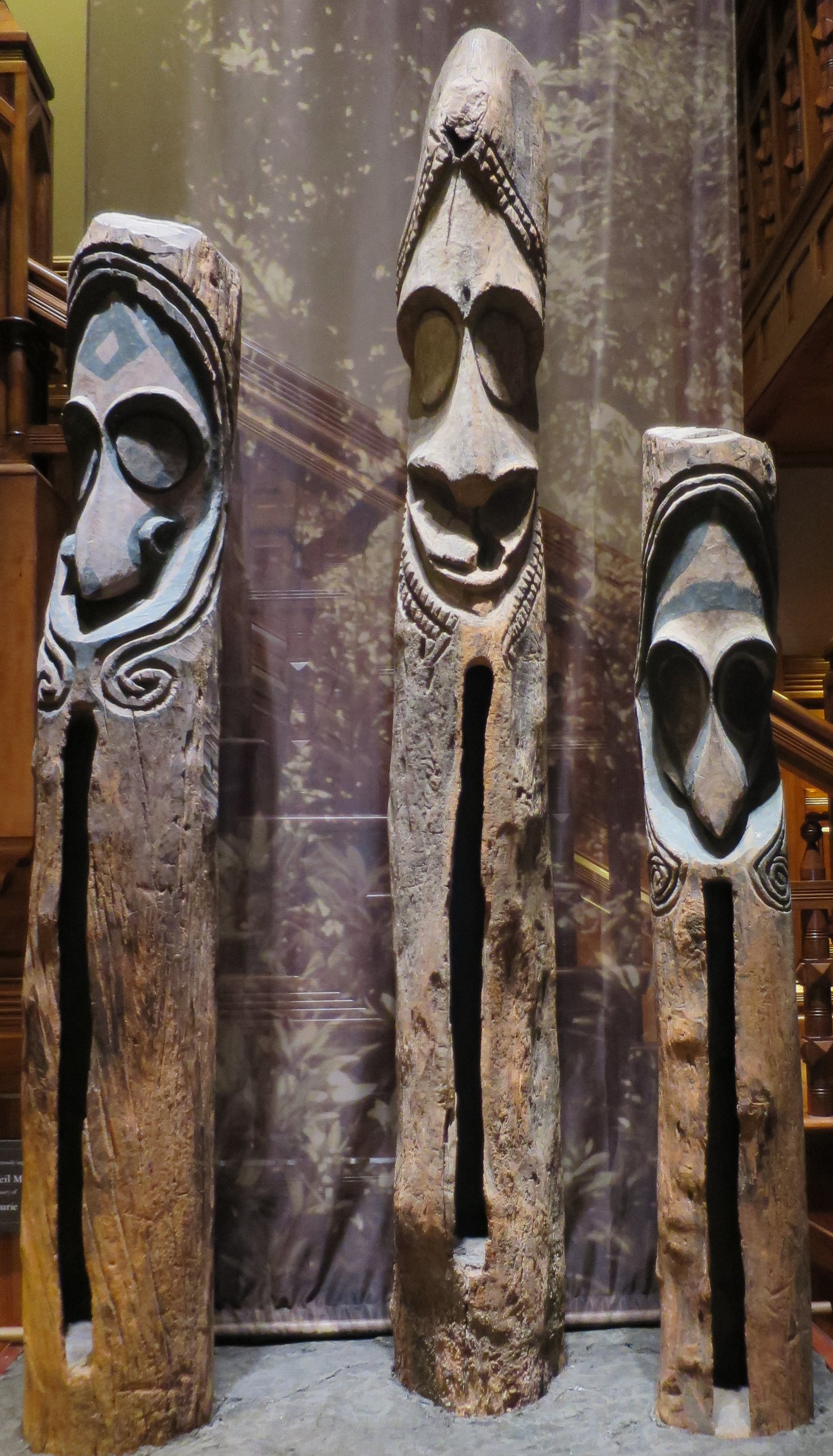
Tambor de fenda de madeira de Vanuatu, Bernice P. Bishop Museum.

Tambor de fenda  é o nome genérico de vários instrumento de percussão ocos, usualmente de bambu ou madeira, que ficam mais ressonantes através de uma ou mais fendas no instrumento.
Muitos tambores de fenda têm três fendas, cortados em forma de "H".  Se, considerando os princípios de acústica, as resultantes línguas são diferentes em comprimento ou espessura, o tambor irá produzir duas diferentes frequências.
As extremidades de um tambor de fenda são fechadas de modo que a casca torna-se a câmara ressonante para as vibrações do som criado quando as línguas são atingidas, geralmente com um taco.
A câmara ressonante aumenta o volume do som produzido pela língua e apresenta o som através de uma porta aberta. Se a câmara ressonante está no tamanho correto para a batida que está sendo produzida pela língua, o que significa que o volume do espaço aéreo correto para completar uma onda sonora completa, para que a particular frequência do instrumento seja mais eficaz e mais alto.

## Lista de tambores de fenda
- Kagul (Filipinas) - tambor de Maguindanao.
- Tagutok (Filipinas), de  Maranao.
- Agung a Tamlang (Filipinas), de Maguindanao.
- Teponaztli - um tambor de fenda asteca (Poopoo).